# Miyake (Tokyo)
Miyake (三宅村?) è un villaggio giapponese facente parte dell'omonima Sottoprefettura di Miyake, il cui territorio ricade sotto la giurisdizione del Governo Metropolitano di Tokyo.